# Loge De Ster in 't Oosten
Loge De Ster in 't Oosten is een vrijmetselaarsloge in de stad Zierikzee (Nederlandse provincie Zeeland) die is opgericht in 1800. Loge 'De Ster in 't Oosten' is een vereniging van leden van de Orde van Vrijmetselaren onder het Grootoosten der Nederlanden, die - op grond van een haar door die Orde verleende constitutiebrief - zelfstandig werkt in Zierikzee. Haar naam is een verwijzing naar de zon, de ster die opgaat in het Oosten, en welke onderdeel is van de lichtsymboliek binnen de vrijmetselarij. 
De loge kent vandaag de dag (anno 2024) ruim twintig leden, overwegend uit de regio Schouwen-Duiveland maar ook elders uit de provincie. De leden komen daarbij uit alle geledingen van de maatschappij. Tweewekelijks is er op maandag een logebijeenkomst, waarbij er doorgaans een Open loge is, een rituele bijeenkomst waarbij de aanwezigen formeel gekleed zijn en 
maçonnieke attributen als schootsvel en handschoenen dragen - of een comparitie. Bij dit laatste type bijeenkomst wordt een inleiding gegeven over een filosofisch, spiritueel of anderszins interessant onderwerp (in vrijmetselaarsjargon: er wordt een bouwstuk opgeleverd), wat daarna besproken wordt. 
Liefdadigheid speelt in de loge niet meer zo'n grote rol als in het verleden, maar toch wordt er bij de meeste logebijeenkomsten rondgegaan met de bedelnap (in vrijmetselaarsjargon 'de tronk') om geld op te halen voor het goede doel.
De loge is de oudste vereniging op Schouwen-Duiveland. In het jaar 2000 bestond de loge tweehonderd jaar, dit is uitgebreid gevierd. In 2015 is ter gelegenheid van het 215-jarig bestaan een jubileumboek uitgegeven.

## Kenmerken
Loge 'De Ster in 't Oosten' heeft sinds de oprichting verschillende rangnummers gehad, in 1931 is bij een hertelling door het Grootoosten het rangnummer definitief vastgesteld op 29 (negenentwintig). De onderscheidingskleur van de loge is sinds 1800 rood (ponceau). 
Het zegel van de loge is cirkelvormig, in de buitenste rand staat het motto van de loge, 'zonder eenig ander geleide'. Het motto is een verwijzing naar het uitgangspunt van de vrijmetselarij dat zij geen leer is en geen dogma's kent, maar streeft naar onafhankelijk denken. 
In de binnenste cirkel van het zegel staan van boven naar beneden enkele maçonnieke symbolen:
- een koord met drie liefdesknopen, als verwijzing naar de broederschap binnen de vrijmetselarij
- een passer en een winkelhaak,  met daartussen een kleine vlammende ster
- de opgaande zon - de feitelijke ster in het oosten - boven het water

Het anker ten slotte, is geen maçonniek symbool maar een verwijzing naar de rijke maritieme geschiedenis van Zierikzee. 

## Het logegebouw

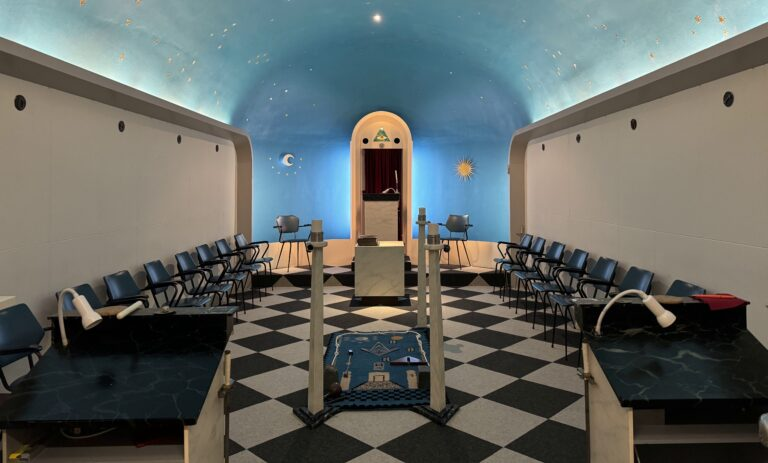
Tempel De Ster in 't Oosten

Het logegebouw van loge 'De Ster in 't Oosten' bevindt zich op het adres Sint Domusstraat 66, en is een een rijksmonument. Het is een zogeheten lijstgevelpand waarvan de voorgevel stamt uit de 18e eeuw. Het is in 1854 aangekocht door de loge, samen met de buurpanden Sint Domusstraat 64 en Venkelstraat 2. De panden Sint Domusstraat 66 en Venkelstraat 2 vormden bij de aankoop binnenshuis één geheel, en werden na verbouwing in gebruik genomen als logegebouw.  Het gecombineerde pand heeft voordat de loge het kocht niet alleen dienst gedaan als woonhuis, maar ook als postkantoor en bewaarschool. Na de Tweede Wereldoorlog was de loge echter genoodzaakt de panden Sint Domusstraat 64 en Venkelstraat 2 weer te verkopen, alleen het pand Sint Domusstraat 66 bleef over. Na een uitgebreide verbouwing is dit eind 1950 opnieuw in gebruik genomen als logegebouw.   
Op de benedenverdieping bevindt zich een kleine hal en een vergaderruimte (in vrijmetselaarsjargon: de voorhof) annex bar (in vrijmetselaarsjargon: de Zevende Graad). Doordat het pand vrij smal is, is hier niet de in de vrijmetselarij gebruikelijke U-vormige opstelling van tafels en stoelen mogelijk; er is daarom gekozen voor een T-vormige opstelling. Aan de achterzijde van de voorhof bevindt zich een fraai rond glas-in-loodraam, wat door een lid van de loge geschonken is bij de hernieuwde ingebruikname van het pand in 1950. Via een trap aan de achterzijde is de tempel (in vrijmetselaarsjargon: de werkplaats) op de eerste verdieping bereikbaar, deze heeft als bijzonderheid dat zij voorzien is van een boogvormig plafond. Aan de voorzijde van het gebouw is een stoephek aangebracht met een passer, een winkelhaak en een drietal liefdesknopen zoals in het zegel van de loge.   

## Geschiedenis van de Vrijmetselarij in Zierikzee

### Het begin
De overgang van de achttiende naar de negentiende eeuw ging in de Nederlanden gepaard met grote veranderingen. De Republiek der Zeven Verenigde Nederlanden werd ingelijfd door Frankrijk onder leiding van Napoleon Bonaparte en getransformeerd in een vazalstaat, initieel in de vorm van de Bataafse republiek en vanaf 1806 als het Koninkrijk Holland. In 1810 werd het land geannexeerd en volledig onderdeel van het Franse Keizerrijk. 
De eerste activiteiten op het gebied van vrijmetselarij in Zierikzee vonden plaats in 1798, ten tijde van de Bataafse republiek. In dat jaar lag de 42e Brigade Franse Infanterie de Ligne in garnizoen te Zierikzee. Bij deze brigade hoorde de ambulante loge 'L'Union Militaire', werkende onder een Franse constitutiebrief. Het  bestuur van de Grootloge der Bataafse Republiek - een voorloper van het huidige Grootoosten - ontving klachten over een 'illegale' loge in Zierikzee en wees de loge op haar status. Hierop reageerde de loge met het verzoek om alsnog erkend te worden door de Grootloge. De loge vertrok uit Zierikzee en zou pas op 7 juni 1799 in Nijmegen officieel geïnstalleerd worden.
In 1800 wilden een zevental vrijmetselaars een nieuwe loge oprichten in Zierikzee. Dit waren:
- Huibregt van Zouten Keetlaer, notaris, ingewijd in loge 'La Compagnie Durable' te Middelburg
- Paulus Ball, secretaris College van Justitie te Zierikzee, ingewijd in loge 'La Vertu' te Leiden
- Jan Gerard Blaauw, notaris, ingewijd in loge 'L'Enfant de la Vertu' te Veere
- Daniel de Wit, ingewijd in loge 'De Waare Bataven' of 'Les Vrais Bataves' in den Haag
- H.M. Dibbets, ingewijd in loge 'De Sully' te Saint-Malo, Frankrijk.
- Andries Schraver, adjunct commies bij de zeewerken, ingewijd in loge 'La Compagnie Durable' te Middelburg
- Hugo Bal, beurtschipper, ingewijd in loge 'De Waare Bataven' of 'Les vrais Bataves' in den Haag

In april 1800 richtten zij zich tot de Grootloge met het verzoek een nieuwe loge te mogen oprichten in Zierikzee. Het bestuur van de Grootloge, met als grootmeester mr. Isaac van Teylingen, stemde hier mee in en deed op 27 mei 1800 een constitutiebrief uitgaan. Op donderdag 12 juni 1800 werd loge 'De Ster in 't Oosten' plechtig geïnstalleerd, onder leiding van mr. Abraham van Doorn, Voorzittend Meester van loge 'L'Astre de l'Orient' te Vlissingen als vertegenwoordiger van de Grootloge. De installatie vond plaats in het pand Poststraat C111, tegenwoordig bekend als Poststraat 3.

### De negentiende eeuw

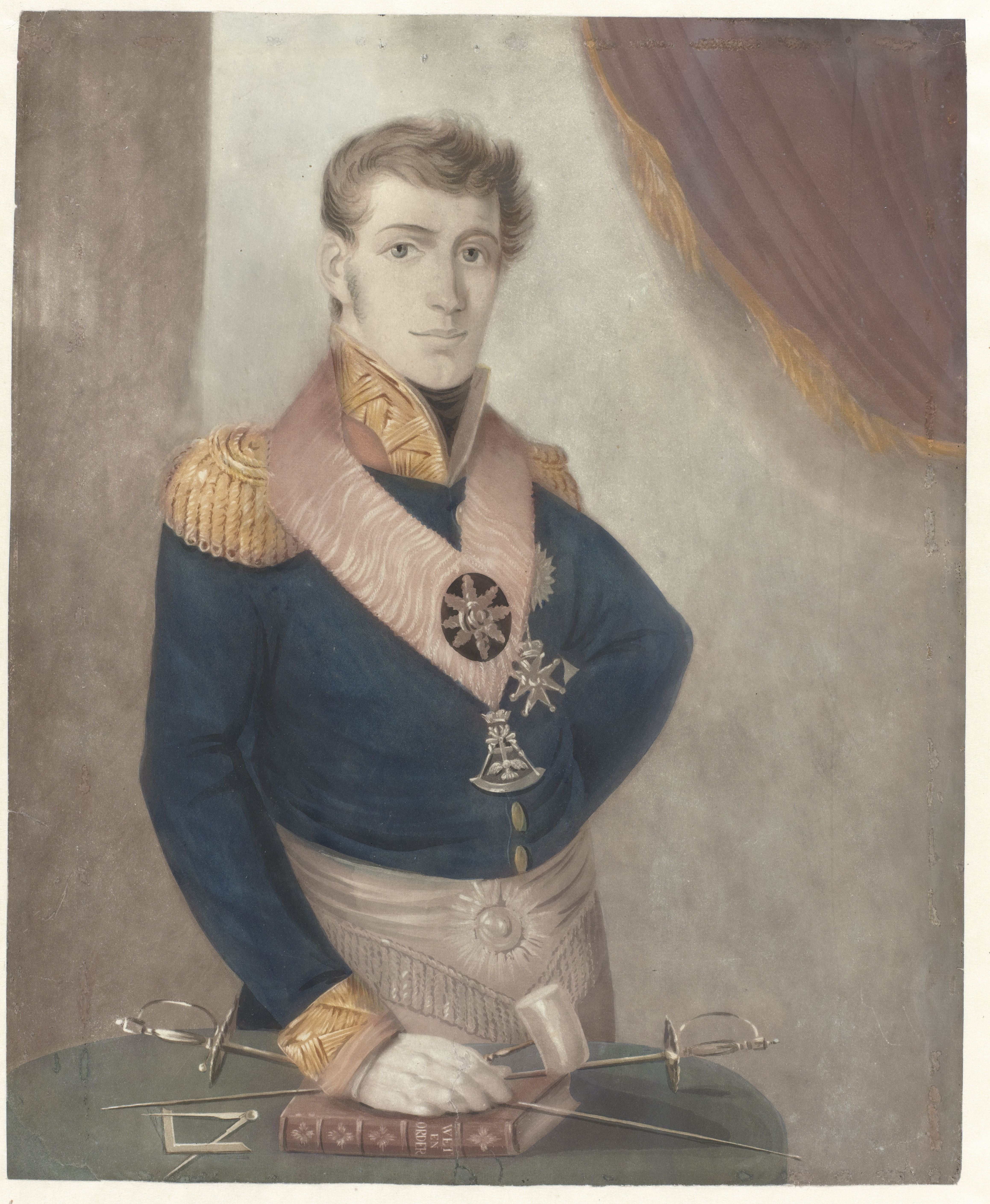
Prins Frederik der Nederlanden als Grootmeester. 1817 (Anoniem, collectie Rijksmuseum)

Na de zogeheten Franse Tijd (1794 - 1814) ontstond het Verenigd Koninkrijk der Nederlanden, waarbij de zoon van stadhouder Willem V werd geïnstalleerd als koning Willem I. De tweede zoon van Willem I, prins Frederik, was gedurende 65 jaar (1816 - 1881) grootmeester van de Orde van Vrijmetselaren onder het Grootoosten der Nederlanden..    
In het begin van de negentiende eeuw wisselde 'De Ster in 't Oosten' een paar maal van locatie totdat zij in 1818 een lokaal huurde in een koffiehuis aan de Steenenbrug (tegenwoordig Havenplein). Toen de uitbater aangaf dit pand te willen verkopen ging men op zoek naar een nieuwe locatie, wat er toe leidde dat de loge op 1 maart 1854 eigenaar werd van de panden Sint Domusstraat 64, Sint Domusstraat 66 en Venkelstraat 2. Na een verbouwing werd het gecombineerde pand Sint Domusstraat 66 en Venkelstraat 2 op 1 december 1854 officieel in gebruik genomen als logegebouw. Het pand Sint Domusstraat 64 werd daarbij dienstwoning voor 'broeder servant' (vrijmetselaarsjargon voor degene die de maaltijd verzorgde na afloop van een logebijeenkomst)  dan wel conciërgewoning. Door de geringe inhoud van de kas van de loge kon er echter geen inwijdingsfeest worden gegeven.    
Liefdadigheid speelde in de negentiende eeuw een belangrijke rol in de vrijmetselarij, mede door het ontbreken van sociale voorzieningen. Zo werd in 1806 na de ramp met het kruitschip in Leiden door de loge een collecte gehouden voor de slachtoffers hiervan. In de tweede helft van de negentiende eeuw werden vanuit de loge 'bedeelingen' georganiseerd voor de armen van Zierikzee. Ook de betrokkenheid bij maatschappelijke kwesties was groot, bij de oprichting van een Nutsspaarbank te Zierikzee door het plaatselijke departement van de Maatschappij tot Nut van 't Algemeen in 1819 waren onder de oprichters drie leden van de loge.   
Eind negentiende eeuw nam het aantal leden sterk af, en regelmatig was het batig saldo van de loge negatief. In 1890 werd daarom zelfs een voorstel gedaan om het logegebouw te verkopen aan de Maatschappij tot Nut van 't Algemeen, maar de verkoop ketste af. Door onder meer een verlaging van het entreegeld nam het aantal leden daarna geleidelijk weer toe.

### De twintigste eeuw
In 1900 werd het honderdjarig bestaan van de loge uitgebreid gevierd en in 1936 werd het gerestaureerde logegebouw opnieuw in gebruik genomen. Dit werd echter snel overschaduwd door de gebeurtenissen tijdens de Tweede Wereldoorlog (1940-1945). In deze periode verbood de Duitse bezetter alle activiteiten rondom de vrijmetselarij. Op 25 augustus 1941 werden de panden van de loge inclusief inventaris gedwongen verkocht aan de Nationaal-Socialistische Beweging in Nederland (NSB), de Nederlandse collaboratiepartij. De inventaris werd vernietigd of afgevoerd, en het logegebouw werd gebruikt als kringhuis voor de kring nr. 59 'Noord-Zeeland' van de NSB.   
Na de bevrijding in 1945 verdween de NSB weer uit de gebouwen en werden deze gehuurd door de gemeente Zierikzee die er een arbeidsbureau in vestigde. De logebijeenkomsten vonden na de oorlog in eerste instantie plaats in het gebouw van de Nutsspaarbank aan het Havenplein, en vanaf 1949 in cafe-restaurant 'Huis van Nassau' aan de Lange Nobelstraat.  De Open Loges vonden veelal plaats in het logegebouw van loge 'L'Inseparable' in Bergen op Zoom. Veel praktische steun werd verleend door leden van loge 'De Drie Kolommen' uit Rotterdam, onder meer door het gezamenlijk organiseren van bijeenkomsten. Op 21 oktober 1949 werd de koopovereenkomst met de NSB uit de oorlog nietig verklaard en kon worden begonnen met de restauratie van het logegebouw met als architect ir. W. Vermeer, lid van loge 'De Drie Kolommen'. Door financiële zorgen was de loge echter genoodzaakt de panden Sint Domusstraat 64 (in december 1949) en Venkelstraat 2 (in mei 1953) te verkopen, en alleen verder te gaan met het pand Sint Domusstraat 66. Op 26 november 1950 werd dit pand officieel weer als logegebouw in gebruik genomen, in aanwezigheid van verschillende hoogwaardigheidsbekleders waaronder grootmeester mr. dr. L.J.J. Caron. Bij deze gelegenheid werd ook het 150-jarig jubileum van de loge herdacht.  
Bij de watersnoodramp van 1 februari 1953 werd ook Zierikzee zwaar getroffen. Het logegebouw liep hierbij opnieuw grote schade op, het zoute water stond tot aan het plafond van de benedenverdieping. Vanuit de Orde van Vrijmetselaren en vanuit binnen- en buitenlandse loges werd hulp geboden bij de restauratie, waarbij ook de complete inventaris moest worden vernieuwd. Op 25 september 1953 kon het logegebouw weer worden heropend.
Bij de viering van het 175-jarig jubileum in 1975 werd door het Grootoosten der Nederlanden een nieuwe constitutiebrief uitgereikt, ter vervanging van het origineel wat in de oorlog verloren was gegaan.

## Plaatsen van samenkomst
In onderstaande tabel een overzicht van de plaatsen van samenkomst van loge 'De Ster in 't Oosten'. 
| Periode    | Gebouw | Locatie |                                                |
| ---------- | --- | --- | ---------------------------------------------- |
| 1800-1801  | Pand Poststraat C111, gehuurd voor 1 jaar | Poststraat nr. 3. Rijksmonument, tegenwoordig in gebruik als winkelpand.                                                                 | Enz., overzicht - Zierikzee - 20223660 - RCE   |
| 1801-1805  | Tweetal panden aan de Koestraat, gekocht door logelid Jansen en verhuurd aan de loge                                                               | Kinderstraat 11 en 13 |                                                |
| 1806-1817  | Panden in de Stoelstraat, aangekocht door de loge                                                                                                  | Kinderstraat |                                                |
| 1818-1854  | Gehuurd lokaal in koffiehuis aan de Steenenbrug, nummer A326                                                                                       | Havenplein 23. Rijksmonument, tegenwoordig samen met nr. 21 in gebruik als winkelpand.                                                   | De Steenenbrug te Zierikzee                    |
| 1854-1940  | Dubbel woonhuis, samen met buurpand aangekocht door de loge.                                                                                       | Venkelstraat 2 en Sint Domusstraat 66, samen met Sint Domusstraat 64. Zowel Venkelstraat 2 als Sint Domusstraat 66 is een rijksmonument. | Hoek Venkelstraat - Zierikzee - 20222836 - RCE |
| 1940-1945  | Verbod op bijeenkomsten | |                                                |
| 1945-1950  | Loge bijeenkomsten in gebouw Nutsspaarbank en cafe-restaurant 'Huis van Nassau'. Open loges in het gebouw van loge L'Inseparable in Bergen op Zoom | |                                                |
| 1950-heden | Huidige logegebouw, na restauratie ingewijd in 1950.                                                                                               | Sint Domusstraat 66 | Sint Domusstraat 66, Zierikzee                 |

## Prominente leden

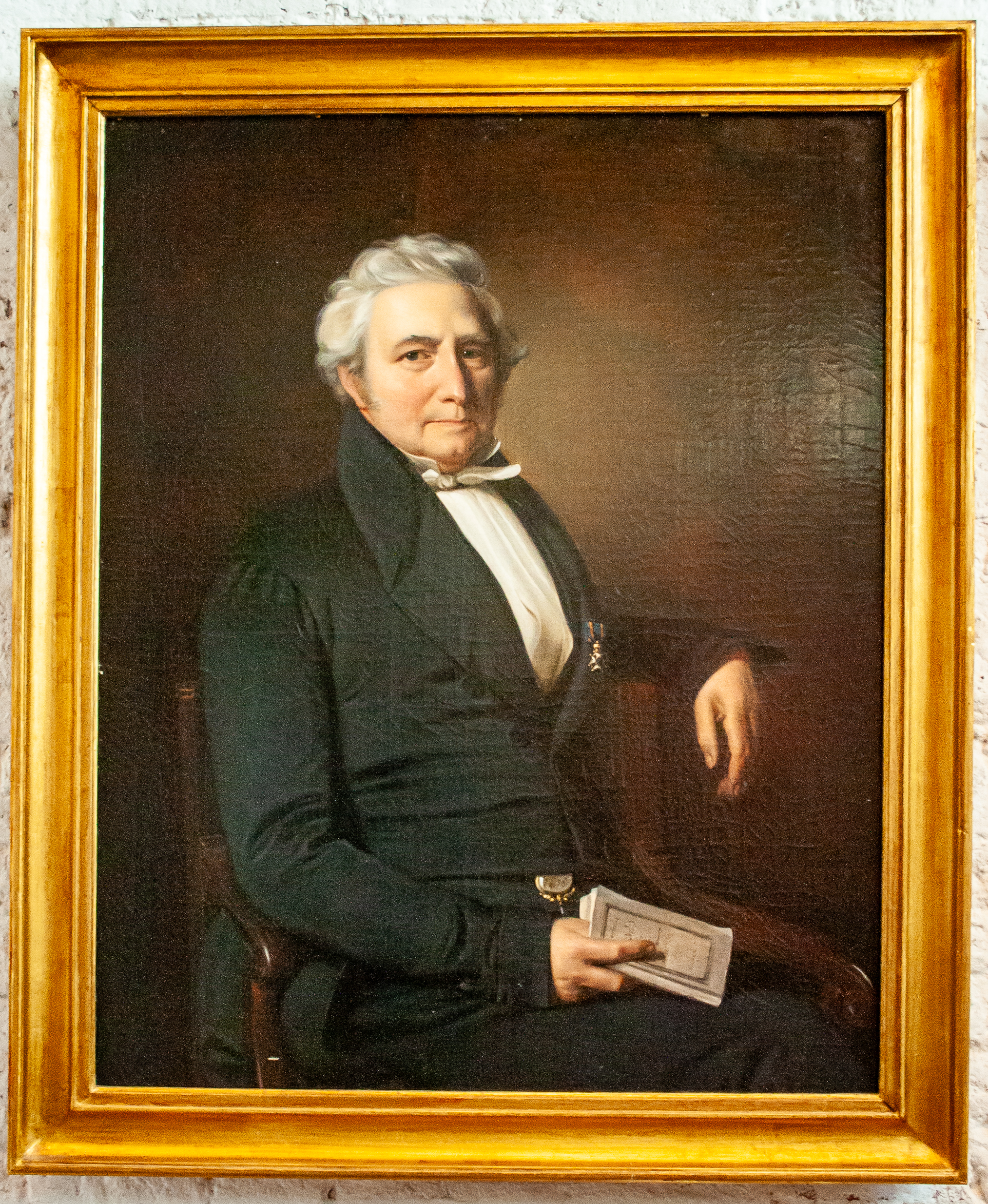
Portret M.C. de Crane (1843) door Johann Heinrich Richter. Collectie Stadhuismuseum Zierikzee

Een aantal prominente leden van loge 'De Ster in 't Oosten':
- Willem Cannenburg[1][2] (1753-1830) kwam in 1777 vanuit Maastricht naar Zierikzee en werd daar een geslaagd zakenman. Hij begon als 'koornwasser' (het behandelen van graan tegen schadelijke insecten) maar was vooral succesvol als reder van vrachtschepen die de Europese wateren bevoeren. In 1795 werd Willem Cannenburg raadslid van Zierikzee. Tevens was hij schepen en vanaf 1784 tot zijn overlijden commissaris van de Slavenkas van Zierikzee. In 1806 werd hij ingewijd in loge 'De Ster in 't Oosten' en bekleedde daar diverse functies.
- Andries Schraver[3][4] (1754-1826) was geboren in Brouwershaven, en ingewijd en tot meester verheven in loge 'La Compagnie Durable' in Middelburg. Als autodidact wist hij zich te ontwikkelen tot een gerespecteerd waterbouwkundige. Na een opdracht om afdammingen te ontwerpen voor het Sloe en de Oosterschelde werd hij 1811 zelfs in Parijs ontboden bij keizer Napoleon. Van 1795-1796 was hij kort lid van de Nationale Vergadering van de Bataafse Republiek. In 1800 was hij een van de oprichters van 'De Ster in 't Oosten'.
- Charles (Franz Karl) Hofmann[5] (1763-1823)was afkomstig uit Bohemen, toen onderdeel van Oostenrijk. In zijn twintiger jaren naar Zierikzee gekomen, veranderde hij zijn voornaam van Franz Karl in Charles en groeide uit tot een vooraanstaand musicus. In 1797 was hij betrokken bij de oprichting van het muziekkorps van de schutterij in Zierikzee. Hierin fungeerde hij eerst als ‘musicant-directeur’ en uiteindelijk als kapelmeester, wat hij zou blijven tot kort voor zijn overlijden. Tussen 1809 en 1822 organiseerde Hofmann open ‘bals’ en grote dansfeesten die gedirigeerd werden door hemzelf. In 1800 werd hij ingewijd als leerling in 'De Ster in 't Oosten', op 28 oktober van datzelfde jaar werd hij kapelmeester van de loge. Voor een inwijding in 1805 schreef hij muziek gebaseerd op Friedrich Schillers 'Ode an die Freude'.
- Paulus Ball[6][7] (1765-1805) werd geboren als zoon van een notaris en ging rechten studeren in Leiden waar hij werd ingewijd in loge 'La Vertu'. Vanaf 1795 was hij secretaris van het College van Justitie, en secretaris van President en Schepenen te Zierikzee.  Daarnaast bekleedde hij verschillende maatschappelijke functies, zo was hij ook directeur van het Koninklijk Zeeuwsch Genootschap der Wetenschappen. Als een van de oprichters van 'De Ster in 't Oosten' werd hij gekozen als de eerste Voorzittend Meester. Hij ontwierp het logezegel, waarbij hij voor het motto waarschijnlijk geïnspireerd werd door dat van zijn moederloge: loge 'La Vertu' heeft namelijk als motto 'sans autre guide'.
- Johan Cornelis Kroef[8] (1766-1833), ingewijd en tot meester verheven in de Rotterdamse loge 'Frédéric Royal'. In zijn werkzame leven was hij onder meer officier van justitie in Zierikzee. Hij was medeoprichter van de Vlissingse loge 'L'Astre de l'Orient' en van 1818 tot 1831 Voorzittend Meester van 'De Ster in 't Oosten'. Vader van Willem Johan Pieter Kroef, buitengewoon lid van de Tweede Kamer.
- Marinus Christianus de Crane[9] (1783-1865) vestigde zich in 1807 in Zierikzee en ontwikkelde zich tot koopman, reder en werd uiteindelijk burgemeester van Zierikzee (1827-1854). Hij was als burgemeester een van de stichters van de 'stads en commerciewerf' - anno 2024 een museumhaven - en een van de oprichters van de Nutsspaarbank in Zierikzee. Hij was bij zijn overlijden 65 jaar vrijmetselaar, waarvan gedurende 48 jaar thesaurier van 'De Ster in 't Oosten'. In Zierikzee is een straat naar hem vernoemd.
- Mr. Abraham Jacobus Frederik Egter van Wissekerke[10] (1784-1871) was aanvankelijk griffier van de Rechtbank van Eerste aanleg, later president van de Arrondisementsrechtbank in Zierikzee. Hij zat voor Zeeland in de Tweede Kamer van 1846 tot 1849. Hij was 62 jaar vrijmetselaar waarvan 59 jaar lid van 'De Ster in 't Oosten', en van 1831 tot 1867 Voorzittend Meester hiervan. Tijdens zijn 50-jarig jubileum als vrijmetselaar in 1858 werden ook zijn beide zoons ingewijd.
- Dr. Johannes Helder[11][12](1839-1933) werd geboren in Aalsum (Friesland) en promoveerde in 1865 tot doctor in de Theologie in Groningen. Van 1885-1905 en vanaf 1907 tot zijn overlijden was hij predikant te Zierikzee. Hij werd ingewijd in loge 'Deugd en IJver' te Harlingen en was later ook lid van loge 'L'Union Provinciale' te Groningen. In 1886 werd hij lid van 'De Ster in 't Oosten' waar hij van 1905 tot 1930 Voorzittend Meester was. Johannes Helder was van 1886 tot 1920 lid van het hoofdbestuur van de Orde van Vrijmetselaren en publiceerde als zodanig een verhandeling hoe de drie ritualen voor de symbolieke of 'blauwe' graden (leerling, gezel en meester) moesten worden omgevormd tot een eenheidsrituaal waarmee in één bijeenkomst alle graden konden worden verleend, het zogeheten 'rituaal Helder'. Dit stuitte echter op veel kritiek en werd tijdens de bijeenkomst van het Grootoosten in 1906 dan ook verworpen, wat leidde tot het aftreden van het complete hoofdbestuur.  In 1918 werd hij benoemd tot erelid van het hoofdbestuur.
- Jan Anthony Mulock Houwer (1857-1933) werd geboren in Zierikzee en was een Nederlands architect, steden- en waterbouwkundige. Opgeleid aan de Polytechnische School te Delft werd hij in 1882 benoemd tot bouwmeester van de gemeente Deventer en was in deze functie verantwoordelijk voor de bouw van diverse bijzondere gebouwen aldaar, waaronder de Grote Synagoge. In 1900 werd hij benoemd tot directeur der gemeentewerken in Groningen en ontwierp hier tal van monumentale gebouwen. Afkomstig uit een familie waarvan verschillende leden lid waren van 'de Ster in't Oosten' - zijn vader was later Voorzittend Meester - werd hij hier ingewijd in 1880. In Deventer was hij lid van loge 'Le Préjugé Vaincu' en in Groningen van loge 'L'Union Provinciale'. Van deze laatste loge werd hij in 1923 tot erelid benoemd.
- Pieter Dignus de Vos[13] (1866-1942) werd eveneens geboren in Zierikzee en trad in 1891 in dienst van de gemeente, eerst als volontair en daarna als commies. Na verschillende functies te hebben bekleed werd hij in 1920 benoemd tot gemeentearchivaris. Vanuit zijn grote belangstelling voor de historie van Zierikzee en Schouwen-Duiveland publiceerde hij diverse artikelen en boeken, en verzamelde hij historisch materiaal. Hij was langjarig lid van 'De Ster in 't Oosten'. Ook naar hem is in Zierikzee een straat vernoemd.

## Voorzittend Meesters

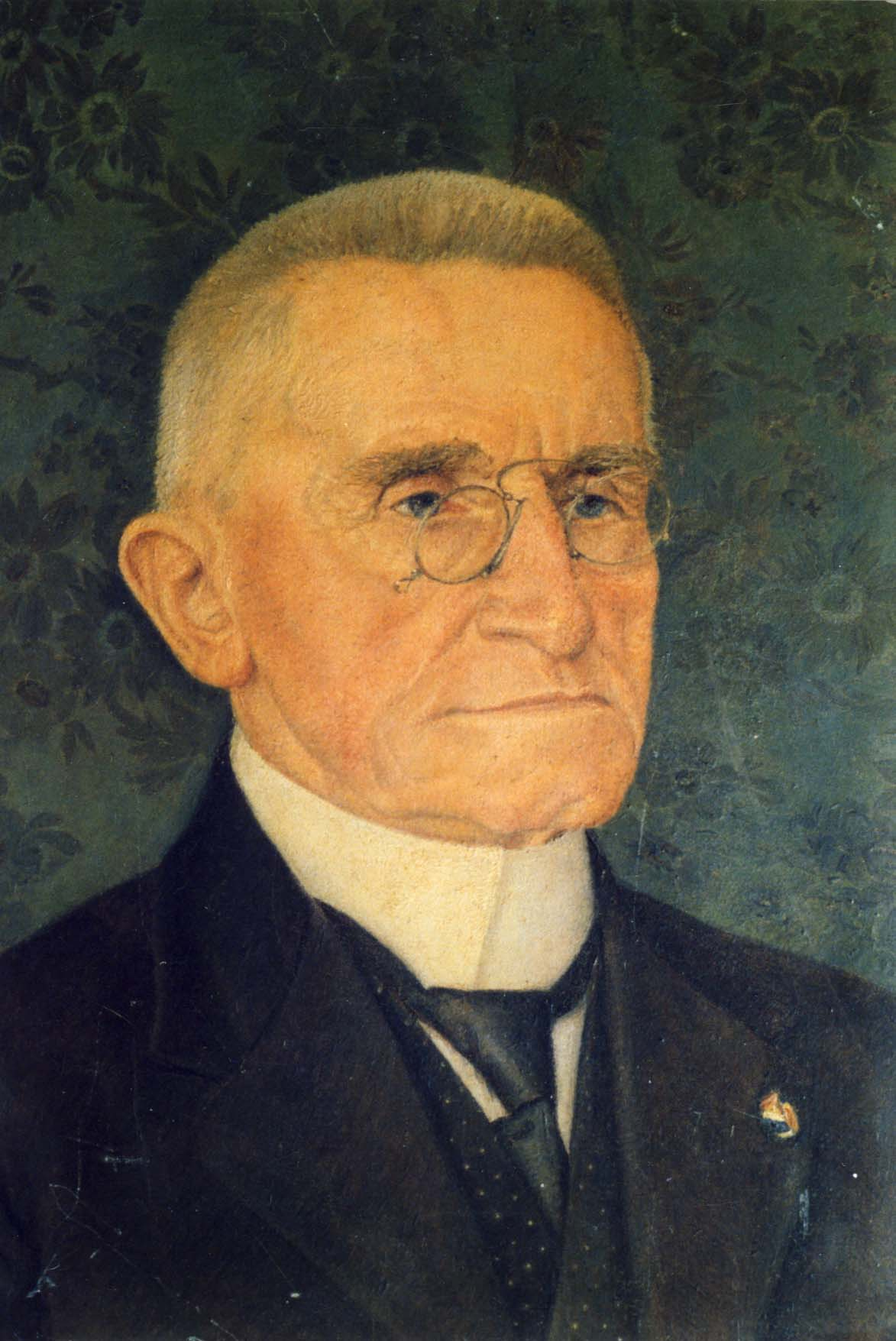
Dr. Johannes Helder. Portret T.G.M. Hettinga Tromp, collectie 'De Ster in 't Oosten'.

De  voorzittershamer van de loge heet in vrijmetselaarsjargon de Moker des Gezags. In onderstaande lijst een overzicht van de Voorzittend Meesters van loge 'De Ster in 't Oosten' tot de jaren tachtig van de twintigste eeuw.  
| Van  | Tot  | Voorzittend Meester                               |
| ---- | ---- | ------------------------------------------------- |
| 1800 | 1805 | Mr. Paulus Ball                                   |
| 1805 | 1811 | Mr. Jan Gerard Blaauw                             |
| 1811 | 1817 | Mr. Albertus Willem van der Halen                 |
| 1818 | 1831 | Mr. Johan Cornelis Kroeff                         |
| 1831 | 1866 | Mr. Abraham Jacobus Frederik Egter van Wissekerke |
| 1867 | 1870 | Mr. Henry Aalbertus van IJsselstein               |
| 1871 | 1882 | Charles Hofman                                    |
| 1883 | 1888 | Hendrik Willem Mulock Houwer                      |
| 1889 | 1905 | J.A. de Bruyne                                    |
| 1905 | 1930 | Dr. Johannes Helder                               |
| 1931 | 1937 | Willem Merle                                      |
| 1937 |      | J. Dik                                            |
| 1938 | 1940 | T. Broere                                         |
| 1940 | 1945 | geen activiteiten                                 |
| 1945 | 1946 | T. Broere                                         |
| 1946 |      | Marinus Klaas de Ronde                            |
| 1947 |      | vacature                                          |
| 1948 | 1949 | Heereman van Toledo                               |
| 1950 |      | Marinus Klaas de Ronde                            |
| 1950 | 1951 | Heereman van Toledo                               |
| 1951 |      | Marinus Klaas de Ronde                            |
| 1951 | 1954 | Nicolaas van den Bout                             |
| 1954 | 1958 | Adrianus Hermanus Vermeulen                       |
| 1958 | 1963 | N.A. van Wijk                                     |
| 1963 | 1968 | M.L.J. Fokker                                     |
| 1968 | 1972 | Henry Edgard Sylvain Sinck                        |
| 1973 | 1976 | Jacob Lustig                                      |
| 1977 | 1979 | Jan Pomper                                        |
| 1979 | 1981 | Henry Edgard Sylvain Sinck                        |

Een complete overzichtslijst van alle Voorzittend Meesters tot op heden is in het bezit van de loge.

## Trivia
Enkele wetenswaardigheden:
- 'De Ster in het Oosten' is een vaker voorkomende naam onder vrijmetselaarsloges. Loge 'De Ster in 't Oosten' wordt met enige regelmaat verward met loge 'De ster in het Oosten', welke gevestigd is in Bilthoven. Deze loge was oorspronkelijk werkzaam in Batavia in Nederlands-Indië, maar werd na de onafhankelijkheid van Indonesië in 1961 opnieuw opgericht in Nederland.  'De Ster in het Oosten'  was ook de naam van een Zuid-Afrikaanse loge (opgeheven in 1950), evenals van een loge in Nieuw-Guinea (opgeheven in 1963). De naam van de Vlissingse loge 'L'Astre de l'Oriënt' betekent eveneens 'De Ster in het Oosten', maar dan in het Frans.
- Een bijzonder voorval vond plaats in 1805. Nadat Voorzittend Meester Paulus Ball op 26 mei van dat jaar was overleden, ontstond er onenigheid in de loge. Een zevental querulante logeleden werd hiervoor verantwoordelijk gehouden en dit leidde er toe dat op 17 september 1805 de loge werd ontbonden. Een dag later deelde Gedeputeerd Meester Jan Gerard Blaauw mee dat een aantal leden zich weer verenigd had om 'De Ster in 't Oosten' opnieuw op te richten, echter zonder de zeven eerder genoemde logeleden. Er werd een nieuw bestuur gekozen met Jan Gerard Blaauw als Voorzittend Meester. De loge heeft dus formeel een dag niet bestaan; het hoofdbestuur van de Orde is hier vermoedelijk nooit over geïnformeerd.
- In de meidagen van 1940 nam de op Sint Domusstraat 64 wonende broeder servant/conciërge de beslissing om een aantal sierponjaards en schootsvellen in een put achter het logegebouw te verstoppen voor de Duitse bezetters. In 1975 vernam een aantal logeleden van deze actie en besloot de put op te graven. Ondanks dat diverse ponjaards waren vergaan kon er een vijftal worden gerestaureerd.  Door echtgenotes van logeleden werden de ponjaards aangebracht op een in rood fluweel uitgevoerd wapenschild, wat tijdens de viering van het 175-jarig bestaan aan de loge werd aangeboden. Het wapenschild is nog altijd aanwezig in de voorhof van het logegebouw.

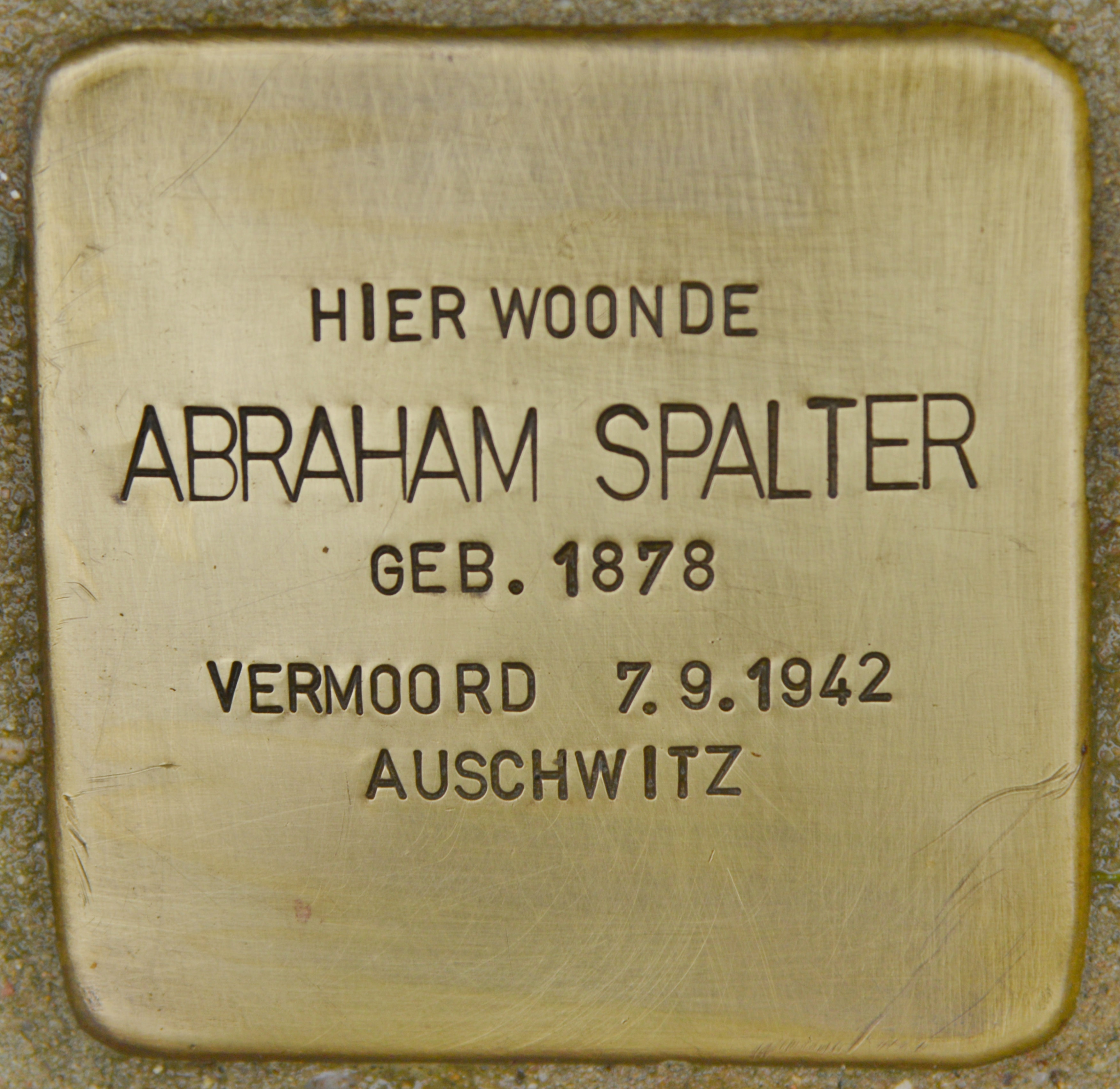
Struikelsteen Abraham Spalter

- Struikelsteen Abraham SpalterIn 1925 werd in 'De Ster in 't Oosten'  Abraham Spalter[14][15] ingewijd, een uit Polen gevluchte boekbinder van joodse afkomst. Hij was getrouwd met de eveneens joodse Delphine Dreyfuss en had twee zoons: George (uit een eerder huwelijk) en Roger. Tijdens de Tweede Wereldoorlog, in het voorjaar van 1942, werden Abraham, Delphine en Roger Spalter door de Duitse bezetters gedwongen te verhuizen naar Amsterdam en van daaruit afgevoerd naar Auschwitz. Abraham en Delphine kwamen daar op 7 september om het leven, Roger werd op 15 maart 1943 ergens in Midden-Europa omgebracht. George Spalter en zijn gezin hebben via diverse onderduikadressen de oorlog overleefd. Bij het voormalige woonhuis van de familie Spalter aan de Korte Groendal 32 zijn drie zogeheten struikelstenen aangebracht voor Abraham, Delphine en Roger welke door de loge zijn geadopteerd en worden onderhouden. George Spalter, zelf vrijmetselaar geworden, heeft in 1993 het schootsvel wat zijn vader droeg als vrijmetselaar aan de loge geschonken. Het hangt ingelijst in de voorhof.
- Verderop in de Sint Domusstraat was vanaf 1997 ook een loge gehuisvest van de Odd Fellows, een aan de vrijmetselarij verwante organisatie. Deze loge, genaamd 'Luctor et Emergo' was gevestigd op no. 51-53, het Sint Jacobs hofje. Met 'Luctor et Emergo' werden goede contacten onderhouden, en tijdens een grote verbouwing van het logegebouw van 'De Ster in 't Oosten' in 2011 mocht van hun ruimtes gebruik worden gemaakt voor logebijeenkomsten. Loge 'Luctor et Emergo' is in 2020 opgeheven.

## Appendix
Vrijmetselarij · Beginselen · Geschiedenis · Symbolen · Vrijmetselaarsloge · Ordegrondwet · Obediëntie · Regulariteit en irregulariteit · Ritus · Graden · Grootmeester · Gemengde vrijmetselarij · Para-vrijmetselarij · Antivrijmetselarij · Vrijmetselarij in Nederland · Vrijmetselarij in België